# Ludi dani (1977.)
Ludi dani hrvatski je dugometražni film iz 1977. godine.